# Puchar Wysp Owczych w piłce nożnej (1967)
W 1967 roku odbyła się 13. edycja Pucharu Wysp Owczych. Brały w nim wówczas udział jedynie drużyny z pierwszej klasy rozgrywek na archipelagu. Finał zakończył się wynikiem, dającym zwycięstwo drużynie KÍ Klaksvík nad B36 Tórshavn. Turniej miał trzy fazy:
- Runda wstępna
- Półfinały
- Finał

## Uczestnicy
W Pucharze Wysp Owczych wzięły udział drużyny z najwyższego poziomu rozgrywek na archipelagu.
| Meistaradeildin 1967 5 drużyn                                       |
| - B36 Tórshavn - HB Tórshavn - KÍ Klaksvík - TB Tvøroyri - VB Vágur |

## Terminarz
| Runda         | Data meczu       |
| ------------- | ---------------- |
| Runda wstępna | 17 czerwca 1967  |
| Półfinały     | 18 czerwca 1967  |
| Finał         | 10 września 1967 |

## Przebieg rozgrywek

### Runda wstępna
| Drużyna 1       | Wynik | Drużyna 2   |
| --------------- | ----- | ----------- |
| 17 czerwca 1967 |       |             |
| B36 Tórshavn    | 3:1   | TB Tvøroyri |

| 17 czerwca 1967 | B36 Tórshavn                                                       | 3:1   | HB Tórshavn       |                                                            |
|                 | Bjarni Johansen 5' · Maggi Petersen ?' (k.) · Andras Mikkelsen 85' | (1:1) | 20' John Eysturoy | Gundadalur, Tórshavn Sędzia: Karl Johannesen (TB Tvøroyri) |

### Półfinały
| Drużyna 1       | Wynik   | Drużyna 2   |
| --------------- | ------- | ----------- |
| 18 czerwca 1967 |         |             |
| B36 Tórshavn    | 0:0 wo. | TB Tvøroyri |
| KÍ Klaksvík     | 0:0 wo. | VB Vágur    |

| 18 czerwca 1967 | B36 Tórshavn | 0:0 (wo.) | TB Tvøroyri |                      |
|                 |              |           |             | Gundadalur, Tórshavn |

| 18 czerwca 1967 | KÍ Klaksvík | 0:0 (wo.) | VB Vágur |                      |
|                 |             |           |          | Gundadalur, Tórshavn |

### Finał
| 10 września 1967 | KÍ Klaksvík · Steinbjørn Jacobsen 23', 40', 51', ?', ?' · Jógvan Jacobsen 80' | 6:2(2:1)Raport | B36 Tórshavn · 28' Leif Petersen · 50' Napoleon Joensen | Serpugerði, Norðragøta |
|                  |                                                                               |                |                                                         |                        |

|    |   |                        |
|    |   |                        |
| BR | ? | Janus Isaksen          |
| OB | ? | Magnus Kjelnæs         |
| OB | ? | Karl Gudmund Henriksen |
| OB | ? | Ólavur Thomsen         |
| OB | ? | Eyolvur Joensen        |
| OB | ? | Jógvan Jacobsen        |
| PO | ? | Olvheðin Jacobsen      |
| PO | ? | Steinbjørn Jacobsen    |
| PO | ? | John Sigurd Joensen    |
| NA | ? | Páll Sigmund Sørensen  |
| ?? | ? | Hans Christian Hansen  |

|    |   |                  |
|    |   |                  |
| BR | ? | Ólavur Olsen     |
| OB | ? | Tórður Holm      |
| OB | ? | Eifinn Nolsøe    |
| OB | ? | Símun Poulsen    |
| PO | ? | Leif Petersen    |
| PO | ? | Árni Rein        |
| PO | ? | Tobbi Mikkelsen  |
| PO | ? | Hugin Samuelsen  |
| ?? | ? | Napoleon Joensen |

| Zdobywca Pucharu Wysp Owczych 1967 |
| ---------------------------------- |
| KÍ Klaksvík 2. tytuł               |